# بادخورک
بادخورک یا بادقُپَک یا به لری (بادکپو) پرنده‌ای است از خانوادهٔ بادخورکان (Apodidae)، از راستهٔ بادخورک‌سانان (کوچک‌پاییان) (نام علمی: Apodiformes). بادخورک‌ها از نظر ظاهری با پرستوها شباهت دارند ولی خویشاوندی نزدیکی با پرستوها ندارند.
بادخورک‌ها بدنی باریک با بال‌های دراز داسی‌شکل دارند. دم و پاهای آن‌ها کوتاه است. دارای پرواز سریع و به‌طور معمول اجتماعی‌اند و لانه خود را از آمیختن آب دهان با مواد گیاهی در سوراخ‌ها می‌سازند.

## گونه‌های ایران
در ایران چهار گونه از بادخورک‌ها ثبت شده‌اند:
- بادخورک معمولی
- بادخورک دودی
- بادخورک کوچک
- بادخورک کوهی (شکم‌سفید)